# 北海道道408号枝幸港線
北海道道408号枝幸港線（ほっかいどうどう408ごう えさしこうせん）は、北海道枝幸郡枝幸町内を結ぶ一般道道（北海道道）である。

## 概要

### 路線データ
- 起点：北海道枝幸郡枝幸町幸町（地方港湾枝幸港）
- 終点：北海道枝幸郡枝幸町南浜町（国道238号交点）
- 路線延長：0.2 km（総延長）

## 歴史
- 1961年（昭和36年）3月31日 路線認定[1]。

## 路線状況

### 重複区間
枝幸町
- 幸町 - 南浜町（北海道道1069号ウエンナイ幌内保線）

## 地理

### 通過する自治体
- 宗谷総合振興局
  - 枝幸郡枝幸町

### 交差する道路
枝幸町
- 北海道道1069号ウエンナイ幌内保線 - 幸町
- 国道238号 - 南浜町（終点）